# Impero senza confini
Impero senza confini (The Emperor's Exile) è un romanzo storico di Simon Scarrow ambientato nel 57 d.C., pubblicato in Italia nel novembre del 2021 dalla casa editrice Newton Compton.
È il diciannovesimo romanzo della Eagles of the Empire Series con protagonisti Macrone e Catone.

## Trama

Distribuzione delle tribù sarde in epoca nuragica. Al tempo dei romani rimanevano solamente i Balari e gli Iliensi

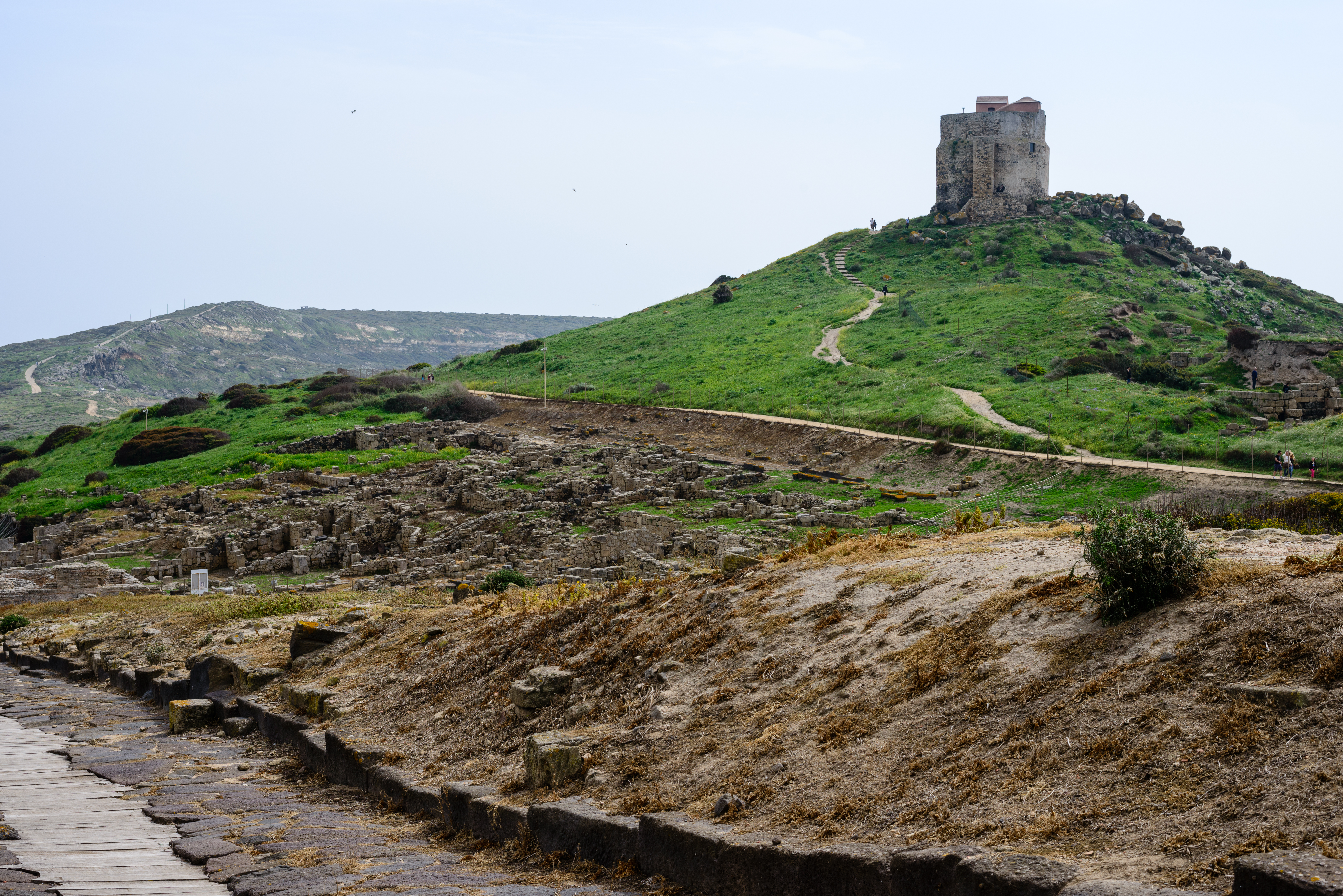
Rovine della città di Tharros

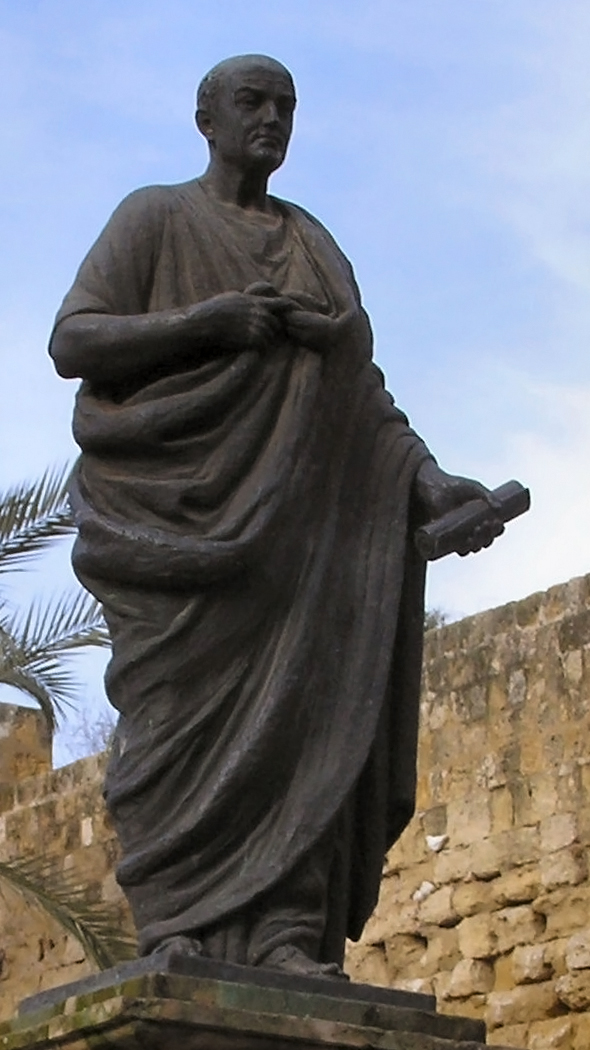
Statua di Seneca a Cordoba in Spagna. Il precettore e consigliere di Nerone riabilita Catone affidandogli la missione in Sardegna.

È il 57 d.C. quarto anno di regno dell'Imperatore Nerone. Il prefetto Catone e il centurione Macrone sono appena rientrati a Roma dopo aver affrontato le difficoltà delle campagne svolte sul confine orientale. Per Catone il ritorno a casa è più problematico di quanto si potesse aspettare, in quanto egli viene convocato da Burro, il Prefetto della Guardia pretoriana, che gli comunica che gli verrà tolto il titolo di tribuno e il comando della coorte (assegnato a Macrone), in attesa della conclusione delle indagini che stanno valutando il suo operato in Armenia.
Dopo pochi giorni viene convocato alla presenza dell'imperatore Nerone, che conferma la perdita del grado e il comando della coorte, ma fortunatamente senza nessun aggravante. Il senatore Seneca, consigliere personale di Nerone, concede a Catone un'occasione per riabilitarsi: in pratica comanderà la scorta dell'amante di Nerone, Claudia Atte, che verrà mandata in esilio in Sardegna, ove Catone assumerà il comando della guarnigione locale e potrà portare con sé cinque uomini della coorte pretoriana. Il piccolo gruppo agli ordini di Catone, costituito dai migliori volontari della sua ex coorte, comprende i centurioni Plancino, Porcino e Metello e gli opti Pelio e Cornelio, gli ultimi due promossi anch'essi a centurioni da Macrone per l'occasione. Si aggiunge al gruppo anche Apollonio, ex spia e assistente di Catone, ma Macrone viene invece tagliato fuori su specifica richiesta di Catone, e una volta lasciato l'esercito parte con Petronilla per la Britannia per godersi l'importante congedo di fine servizio che comprende anche l'assegnazione di un terreno fuori le porte di Camulodunum.
Giunto in Sardegna, Catone con il suo seguito è costretto a rinunciare a raggiungere Calaris, a causa di una grave pestilenza in corso in tutto il sud dell'isola, e sbarca presso Tibula, all'estremo nord, dove si presenta al governatore e assume il comando militare dell'isola. Come prime attività, grazie anche al supporto dei centurioni al suo seguito, comincia a riorganizzare le coorti che ha trovato in pessimo stato e a ranghi incompleti. Riorganizzata la guarnigione sotto il suo controllo, Catone pianifica di affrontare le tribù dei Balari e degli Iliensi per riportare la provincia sotto il controllo romano, ma mentre soggiorna a Tharros vi giunge una nave in porto e visto che l'equipaggio è in evidente difficoltà, Catone sale a bordo per poi rendersi conto che i marinai sono stati tutti colpiti dall'epidemia. Catone stesso viene contagiato e si chiude in una torre di avvistamento per trascorrervi la quarantena; Claudia Atte lo assiste per tutto il periodo della guarigione e tra loro sorge una forte simpatia. Una volta ripresosi, Catone riprende il comando delle operazioni e comincia a marciare verso il territorio dei briganti. Nel frattempo una banda di briganti assale la villa di Claudia Atte, ormai presidiata solo dalle guardie germaniche, e dopo aver eliminato la scorta liberano gli schiavi e fanno prigioniera la proprietaria.
Mentre si reca a portare i rifornimenti ad un avamposto, Catone si imbatte in un giovane brigante di nome Calgarno, che fatto prigioniero confessa che i briganti sono sulle tracce del contingente romano. Catone e il centurione Massimiliano riescono a portare all'interno dell'avamposto ciò che rimane del convoglio dopo diversi assalti da parte dei briganti, che quindi cingono d'assedio il piccolo avamposto. Tramite abili stratagemmi, i due riescono a prolungare la resistenza dell'avamposto il tempo necessario per inviare segnali di fumo alla fortezza da cui erano partiti, e attendono quindi i rinforzi mentre perdono quasi tutti gli uomini del loro contingente, ma alla fine vengono sopraffatti dai briganti, e rimasti gli unici due superstiti vengono fatti prigionieri dal capo dei rivoltosi Benico. Mentre questi ragiona su che tipo di riscatto possa ottenere per il prefetto, sopraggiunge in soccorso Apollonio con la sua coorte, al che Benico riesce a fuggire ottenendo una via di fuga in cambio della liberazione di Catone e Massimiliano. La violenta resistenza nell'avamposto lascia i suoi strascichi su Catone che riporta una grave ferita all'occhio sinistro, che copre per forza di cose con una benda.
I romani torturano nuovamente Calgarno, e riescono a sapere dove si trova la base dei briganti, ma subito Catone viene informato dei saccheggi nelle campagne di Tharros e di Claudia che è stata fatta prigioniera. Riescono quindi a trovare l'accesso della valle che porta al covo dei briganti, ma poiché l'accesso è stretto e ben difeso, le operazioni per irrompere nel villaggio divengono più lunghe ed ardue del previsto. Grazie alle informazioni fornite da un pastore di nome Milopo, Catone e Apollonio riescono a percorrere un sentiero secondario, e sconosciuto anche ai briganti, che giunge al limitare delle mura del covo. Mentre Massimiliano e i suoi uomini tengono impegnati i briganti all'ingresso del covo, Catone e Apollonio irrompono dal retro e riescono a liberare Claudia, per scoprire che il covo dei briganti è ormai da giorni flagellato dal morbo e gran parte degli occupanti sono anche già morti. Claudia, che si era contagiata con Catone prima di essere rapita, ne è stata la portatrice che ha fatto diffondere il virus tra i briganti.
Catone e i suoi annientano quindi i briganti e fanno ritorno a Roma, dove in gran segreto Catone nasconde a casa sua Claudia, di cui si è innamorato. Rifiutata una promozione nel corpo dei pretoriani, Catone se ne va via da Roma con Apollonio, Claudia, suo figlio Lucio e il cane Cassio, con l'intento di recarsi in Britannia e ricongiungersi con Macrone.

## Personaggi
- Macrone: Primo centurione della Seconda coorte della Guardia Pretoriana.
- Catone: Prefetto della Seconda coorte della Guardia Pretoriana.
- Nerone: Imperatore Romano dal 54 d.C.
- Apollonio di Perga: Agente segreto, uomo scaltro ed ambiguo.
- Lucio Licinio: Figlio di Catone e della defunta Giulia.
- Licinia Petronilla: Moglie di Macrone.
- Cassio: Cane randagio, meticcio, salvato da Catone ed ora a lui affezionato.
- Ignazio: Centurione della Seconda coorte della Guardia Pretoriana.
- Plancino: Centurione della Seconda coorte della Guardia Pretoriana.
- Gaio Metrico Porcino: Centurione della Seconda coorte della Guardia Pretoriana.
- Metello: Centurione della Seconda coorte della Guardia Pretoriana.
- Cornelio: Optio della Seconda coorte della Guardia Pretoriana.
- Pelio: Optio della Seconda coorte della Guardia Pretoriana.
- Crotone: Maggiordomo responsabile della proprietà di Catone.
- Polleno: Schiavo, in precedenza appartenuto al senatore Seneca.
- Lucio Anneo Seneca: Senatore, mentore di Nerone.
- Sesto Afranio Burro: Prefetto, consigliere di Nerone.

- Boro Pomponio Scurra: Governatore della provincia di Sardegna.
- Deciano Cato: Consigliere di Scurra.
- Locullo: Decurione al servizio di Scurra.
- Claudia Atte: Amante di Nerone.
- Massimiliano: Centurione anziano della Sesta coorte gallica.
- Micone: Optio della Sesta coorte gallica.
- Pinoto: Magistrato della città di Augustis.
- Lupis: Soldato ausiliario, ex cacciatore.
- Calgarno: Brigante.
- Vespillo: Mulattiere.
- Benico: Capo dei Briganti.
- Milopo: Pastore.
- Oleario Rianario Probita: Proprietario di un'impresa di spedizioni.
- Vestino: Prefetto di coorte della guarnigione sarda.
- Bastillo: Prefetto di coorte della guarnigione sarda.
- Tadio: Prefetto di coorte della guarnigione sarda.

## Ambientazione
| Anno    | Età Macrone | Età Catone | Ambientazione |
| ------- | ----------- | ---------- | ------------- |
| 57 d.C. | 49 anni     | 32 anni    |               |

## Edizioni
- Simon Scarrow, Impero senza confini, traduzione di Marzio Petrolo, collana Nuova Narrativa Newton, Newton Compton, 4 novembre 2021,  p. 384, ISBN 978-88-227-5807-1.
- Simon Scarrow, Impero senza confini, traduzione di Marzio Petrolo, collana GIG 1+1, Newton Compton, 3 gennaio 2023,  p. 384, ISBN 200-00-000-9824-1.
- Simon Scarrow, Impero senza confini, traduzione di Marzio Petrolo, collana Gli Insuperabili Gold, Newton Compton, 1 marzo 2024,  p. 384, ISBN 978-88-227-7309-8.

## Analisi
Impero senza confini è l'undicesimo romanzo non ambientato in Britannia ma nel resto dell'impero.
È il quinto romanzo, consecutivo, in cui compare il personaggio di Licinia Petronilla, moglie di Macrone ed ex balia del figlio di Catone
È il secondo romanzo, consecutivo, in cui compare il personaggio di Apollonio di Perga. La sua prima apparizione risale al romanzo precedente Il traditore di Roma.